# Parham, West Sussex
Parham är en civil parish i Storbritannien.   Den ligger i grevskapet West Sussex och riksdelen England, i den södra delen av landet, 70 km söder om huvudstaden London. Antalet invånare är 214. Arean är 15,9 kvadratkilometer.
Terrängen i Parham är huvudsakligen platt, men åt sydost är den kuperad.